# هیستوگرام تصویر
هیستوگرام تصویر (به انگلیسی: image histogram) یا بافت‌نگاشت تصویر، نوعی بافت‌نگاشت است که به عنوان یک بازنمایش گرافیکی از توزیع تُنال در یک تصویر دیجیتال عمل می‌کند. تعداد پیکسل‌ها را برای هر مقدار تنال رسم می‌کند. با نگاه‌کردن به بافت‌نگاشت برای یک تصویر خاص، بیننده قادر خواهد بود کل توزیع تنال را در یک نگاه قضاوت‌کند.
بافت‌نگاشت تصویر در بسیاری از خدمات نوین وجود دارد. عکاسان می‌توانند از آن‌ها به عنوان کمکی برای نشان‌دادن توزیع تُن‌های گرفته‌شده و اینکه آیا جزئیات تصویر به‌خاطر نقاط برجسته یا سایه‌های سیاه‌شده از بین رفته‌است، استفاده کنند. این در هنگام استفاده از فرمت تصویر خام کمتر مفید است، زیرا محدوده دینامیکی تصویر نمایش‌داده‌شده ممکن است فقط تقریبی به مقدار موجود در فایل خام باشد.
محور افقی نمودار تغییرات تُنال را نشان می‌دهد، در حالی که محور عمودی تعداد کل پیکسل‌ها را در آن تُن خاص نشان می‌دهد.
سمت چپ محور افقی نمایانگر نواحی تیره، وسط نشان دهنده مقادیر تُن‌میانی و سمت راست نمایانگر مناطق روشن است. محور عمودی نشان دهنده اندازه ناحیه (تعداد کل پیکسل‌ها) است که در هر یک از این مناطق گرفته شده‌است.
بنابراین، بافت‌نگاشت برای یک تصویر بسیار تاریک، بیشتر نقاط داده خود را در سمت چپ و مرکز نمودار خواهد داشت.
برعکس، بافت‌نگاشت برای یک تصویر بسیار روشن با مناطق تاریک و/یا سایه‌های کم، بیشتر نقاط داده‌اش را در سمت راست و مرکز نمودار خواهد داشت.

## دستکاری تصویر و بافت‌نگاشت
ویرایشگرهای تصویر معمولاً یک بافت‌نگاشت از تصویر در حال ویرایش ایجاد می‌کنند. بافت‌نگاشت تعداد پیکسل‌های تصویر (محور عمودی) را با روشنایی یا مقدار تُنال خاص (محور افقی) ترسیم می‌کند. الگوریتم‌های موجود در ویرایشگر دیجیتال به کاربر این امکان را می‌دهند که مقدار روشنایی هر پیکسل را به‌صورت دیداری تنظیم‌کند و نتایج را به‌صورت پویا با انجام تنظیمات نمایش دهد. یکسان‌سازی بافت‌نگاشت یک نمونه محبوب از این الگوریتم‌ها است؛ بنابراین می‌توان در روشنایی و کنتراست تصویر بهبودهایی به دست آورد.